# Trattato di Huế (1884)
Il trattato di Huế o trattato di protettorato (in vietnamita Hòa ước Giáp Thân 1884 o Hòa ước Patenotre) fu concluso il 6 giugno 1884 tra Francia e Vietnam. Esso riaffermava i principi fondamentali del punitivo trattato di Hué (1883) o "trattato Harmand" del 25 agosto 1883, ma ammorbidiva alcune delle disposizioni più dure di quest'ultimo. Il trattato, che costituì la base per i protettorati dell'Annam e Tonchino e per il regime coloniale francese in Vietnam nei sette decenni successivi, fu negoziato da Jules Patenôtre des Noyers, ministro francese in Cina, ed è quindi noto anche come "trattato Patenôtre". Il trattato fu firmato per il Vietnam da Phạm Thận Duật e Tôn Thất Phan, rappresentanti della corte dell'imperatore Tự Đức.

## Contesto

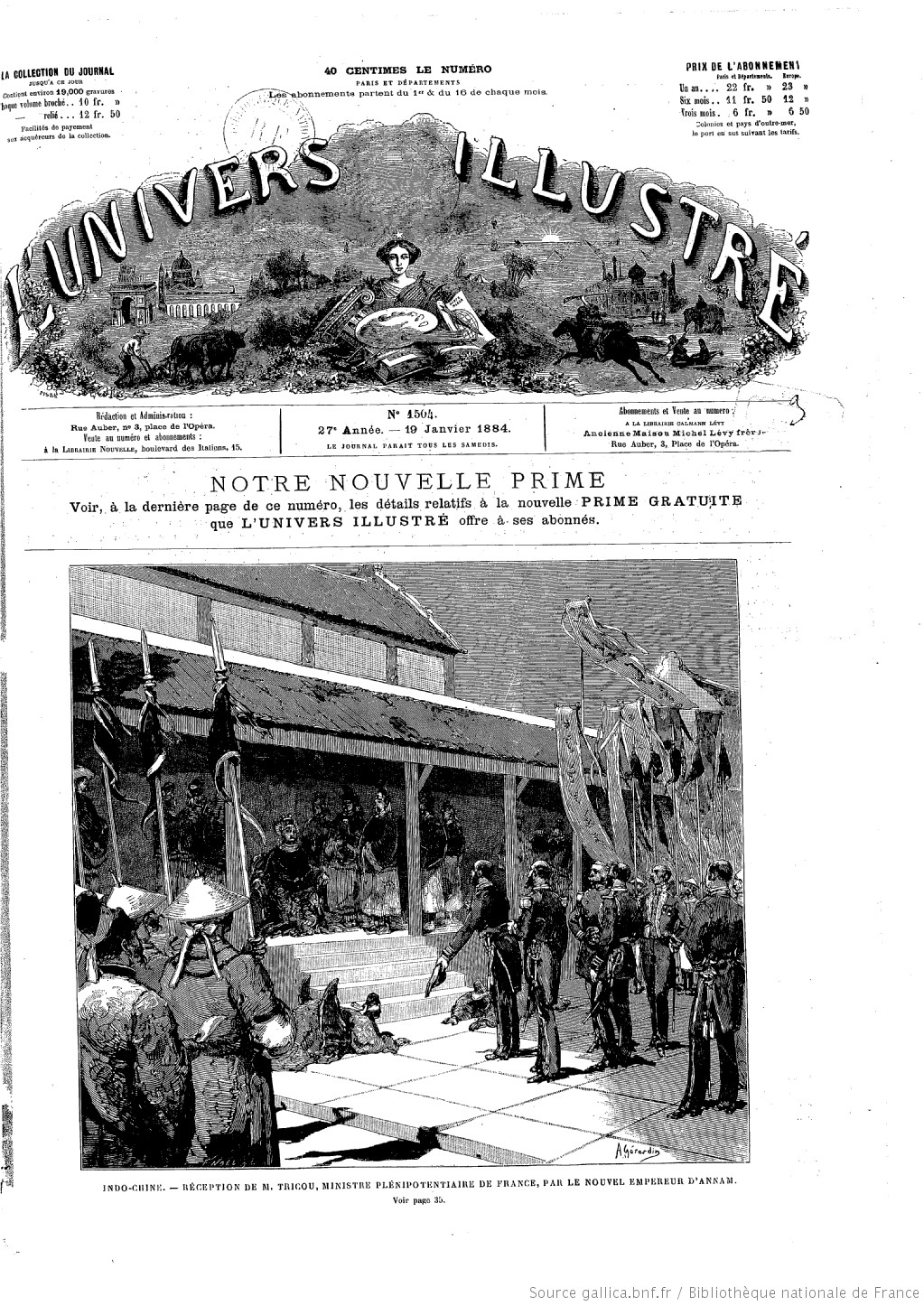
Il nuovo imperatore dell'Annam riceve Arthur Tricou, ministro plenipotenziario di Francia

Il 6 giugno 1884, tre settimane dopo la conclusione dell'accordo di Tientsin con la Cina, che implicitamente rinunciava alla storica sovranità cinese sul Vietnam, i francesi conclusero un trattato con il Vietnam che prevedeva un protettorato francese sia sull'Annam sia sul Tonchino. Il trattato fu negoziato per la Francia da Jules Patenôtre des Noyers, il nuovo ministro francese in Cina.
Il nuovo trattato sostituì il notoriamente vago Trattato di Saigon del 15 marzo 1874, che aveva concesso alla Francia limitati privilegi commerciali nel Tonchino, e riaffermava, anche se con un linguaggio più blando, molte delle disposizioni incluse nel punitivo trattato di Huế (o "trattato di Harmand") del 25 agosto 1883, che non era mai stato ratificato dal Parlamento francese.
La revisione del "trattato Harmand" era stata preannunciata nel gennaio 1884, quando il diplomatico francese Arthur Tricou si recò a Huế per ottenerne la ratifica da parte del governo vietnamita. Tricou fece intendere che alcune delle clausole più discutibili del "trattato Harmand" avrebbero potuto essere riviste se i vietnamiti avessero dimostrato la loro sincerità. Il 1º gennaio 1884 il governo vietnamita dichiarò la sua piena e completa adesione al "trattato Harmand", ma significativamente, ricordò che confidava "nella buona volontà della Repubblica francese riguardo agli ammorbidimenti che potrebbero esservi ulteriormente apportati" ("s'en remettant au bon vouloir de la République quant aux adoucissements qui pourraient y être ultérieurement apportés").
Agli occhi del Quai d'Orsay, uno degli aspetti più problematici del "trattato Harmand" era aver imposto cessioni territoriali al Vietnam, in particolare quelle di quattro province che furono annesse alla Cocincina e al Tonchino. Queste disposizioni riflettevano l'opinione personale di Harmand, secondo cui la Francia avrebbe dovuto puntare alla conquista totale del Vietnam. Non era questa l'opinione del ministero degli Esteri francese, che riteneva più sicuro e conveniente per la Francia governare il Vietnam indirettamente, attraverso un protettorato. Di conseguenza, in virtù degli articoli 3 e 16 del nuovo trattato, i francesi restituirono alla giurisdizione vietnamita le province di Nghệ An, Thanh Hóa, Hà Tĩnh e Bình Thuận, che il trattato Harmand aveva trasferito sotto controllo francese.
Per nascondere il fatto che la Cina stava in pratica rinunciando alla sua sovranità sul Vietnam, l'articolo 4 dell'accordo di Tientsin obbligava la Francia ad astenersi dall'utilizzare qualsiasi linguaggio che avvilisse la dignità del Celeste Impero nel suo nuovo trattato con il Vietnam. L'articolo 1 del "trattato Harmand" conteneva l'espressione offensiva "compresa la Cina" (y compris la Chine) nella dichiarazione relativa al fatto che la Francia avrebbe controllato le relazioni del Vietnam con altri Paesi. Patenôtre eliminò questa frase e l'articolo 1 del "trattato Patenôtre" non fa quindi alcun riferimento alla Cina.
Sebbene i francesi siano stati attenti a non offendere la Cina nei testi dei trattati con la Cina e il Vietnam, la firma del "trattato Patenôtre" fu accompagnata da un importante gesto simbolico. Alla presenza dei plenipotenziari francese e vietnamita fu fuso il sigillo che l'imperatore cinese aveva consegnato alcuni decenni prima al re vietnamita Gia Long. Il sigillo, una placca d'argento dorata di quattro centimetri e mezzo di lato e del peso di tredici chili, recava l'incisione di un cammello seduto. Questa rinuncia dei vietnamiti ai loro legami di lunga data con la Cina fu ampiamente pubblicizzata dai francesi. Agli occhi dei francesi, essa dimostrava che la Francia aveva effettivamente sostituito la Cina come arbitro degli affari vietnamiti.